# Singin’ Off Beats
Singin’ Off Beats ist ein junger gemischter Jazzchor mit Band aus Nürnberg, Bayern.

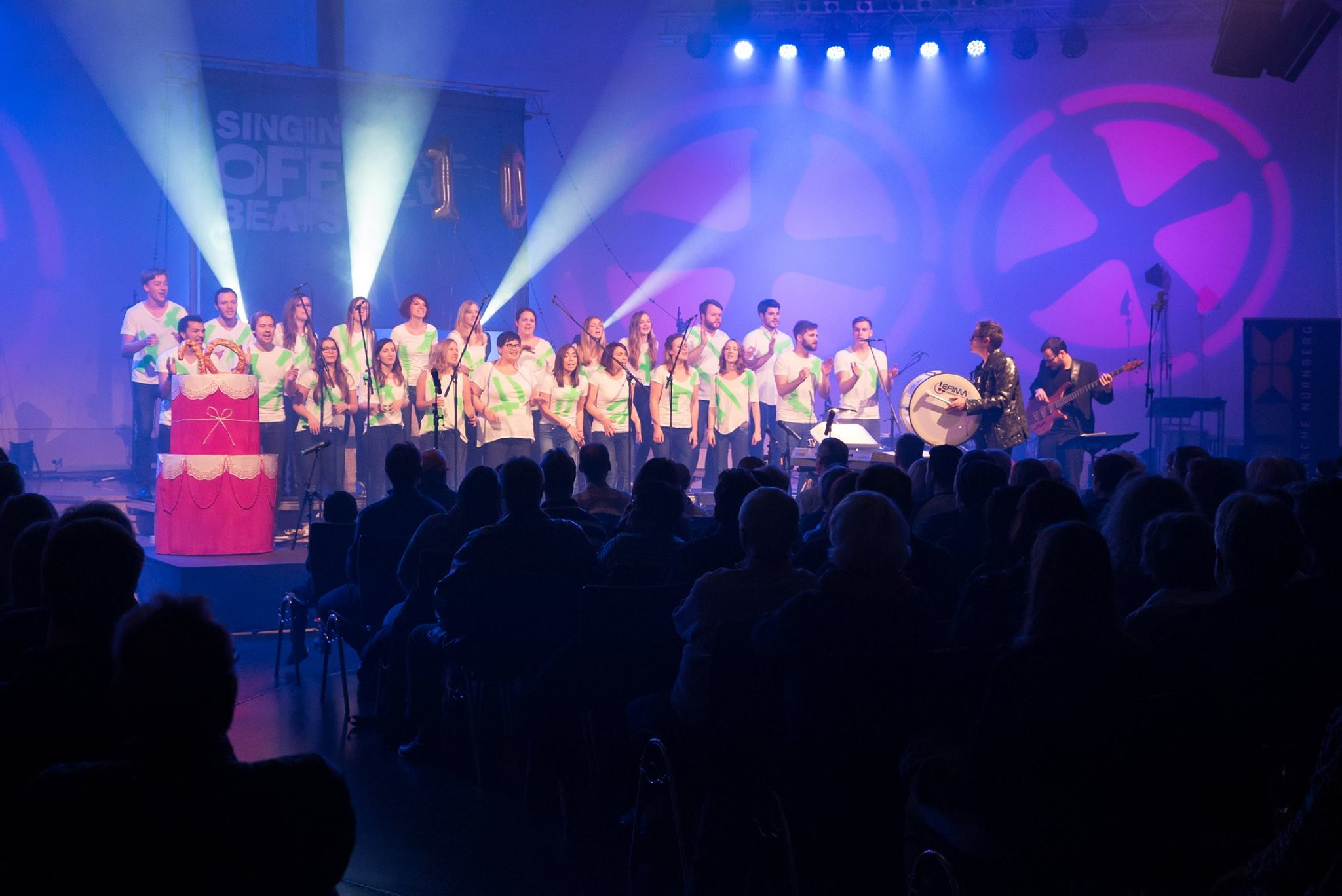

Der Chor wurde 2005 gegründet. Er ging aus einem Auswahlchor des Sigmund-Schuckert-Gymnasiums Nürnberg hervor. Leiter des Chores ist Klaus Gramß. Die aktuellen Vorstände des Trägervereins „Jazzchor Singin’ Off Beats e.V.“ sind (bis Ende 2021) Jana Krengel, Steffen Korte und Max Eberhardt.
Im Rahmen des Bayerischen Chorwettbewerbes wurde der Chor 2005, 2009 und 2013 Bayerischer Meister. 2010 belegte er beim Deutschen Chorwettbewerb in Dortmund den ersten Platz der Kategorie „G2 Jazz-vokal et cetera – mit Begleitung“. 2012 erhielten die Singin’ Off Beats einen Wolfram-von-Eschenbach-Förderpreis. Im Mai 2014 wurden die Singin’ Off Beats beim Deutschen Chorwettbewerb in Weimar von einer international besetzten Jury mit dem 1. Preis ausgezeichnet, der in der Kategorie „Populäre Chormusik mit Band“ das erste Mal vergeben wurde. Mehrfach waren Singin’ Off Beats auf Festivals vertreten, u. a. beim Jazzweekend Regensburg und beim renommierten Wendelsteiner „Jazz und Blues Open“ (2019).